# La Petite République
La Petite République est un journal républicain français, paru du 12 avril 1876 au 1er janvier 1938.

## Histoire
Fondé par Alphonse Péphau, La Petite République est d’abord un quotidien populaire républicain, lié à La République française de Léon Gambetta, au moment de l’engouement pour la petite presse à bon marché de la République du Croissant. Le journal est ainsi appelé La Petite République française. C’est une société anonyme aux actions de 500 francs chacune. Son tirage dépasse brièvement le cap des 150 000 exemplaires et elle publie jusqu’à quatre feuilletons par jour en octobre 1887.
Mis en liquidation en 1891, le journal est repris en 1892 par la « Société nouvelle de la Petite République française ». Henri Turot, jeune journaliste de 27 ans, futur député socialiste et fondateur de l’Agence Radio, a en effet décidé de le racheter avec l’aide de ses anciens condisciples du collège Stanislas, Marcel Sembat et Henri Pellier. Ils en font le premier quotidien accueillant tous les courants socialistes. Marcel Sembat assure la direction jusqu’au 19 juillet 1893, laissant ensuite la place au socialiste Alexandre Millerand. 
Dès le 16 janvier 1892, le journal soutient Jean Jaurès dans son élection comme député de Carmaux. Ce dernier, dans un article prémonitoire du 17 mai 1896, avertit que « des complications et des compétitions coloniales, peuvent à tout moment surgir de grandes guerres ».  
De 1893 à 1903, La Petite République sera dirigée tour à tour par Alexandre Millerand, Jules Guesde, Alfred Léon Gérault-Richard et Jean Jaurès. Elle est rebaptisée La Petite République socialiste en 1898. Elle est à l’époque, et jusqu’à la création par Jaurès de L’Humanité, le journal principal des socialistes. Après les élections de 1898, Jean Jaurès se consacre au journalisme et devient codirecteur de La Petite République. Par ses articles, il soutient le gouvernement Waldeck Rousseau, qui intègre Millerand comme ministre du Commerce et de l’Industrie.
Le journal acquiert une forte notoriété en publiant, sous la signature de Jean Jaurès, une série d’articles sur l’affaire Dreyfus, tous titrés les Preuves.